# Ezequiel Martínez Estrada

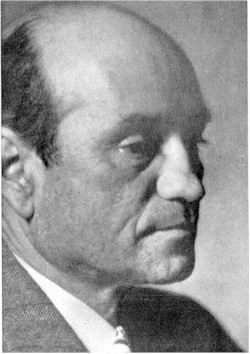
Ezequiel Martínez Estrada

Ezequiel Martínez Estrada (* 14. September 1895 in San José de la Esqina, Provinz Santa Fe; † 4. November 1964 in Bahía Blanca, Provinz Buenos Aires) war ein argentinischer Schriftsteller.

## Leben
1915 bekam Martínez Estrada eine Anstellung bei der Hauptpostverwaltung in Buenos Aires (Correo Central) und begann in dieser Zeit mit seinen ersten literarischen Versuchen. 1923 betraute man ihn mit einem Lehrauftrag für Literatur am Colegio Nacional in La Plata.
Als sich Anfang 1946 General Juan Perón zum Präsidenten von Argentinien wählen ließ, gab Martínez Estrada aus Protest seine universitären Ämter auf. Seinen Brotberuf bei der Post – inzwischen im Amt eines Verwaltungsdirektors – gab er ebenfalls auf und zog sich auf einen Bauernhof in der Nähe von Bahía Blanca zurück.
Auf Betreiben des mexikanischen Präsidenten Adolfo López Mateos nahm Martínez Estrada 1960 eine Professur für politische Wissenschaften in Mexiko-Stadt an. Von dort aus ging er im darauffolgenden Jahr als Direktor des Centro Estudios Latinoamericanos nach Havanna (Kuba). Im Herbst 1963 gab er dieses Amt ebenfalls auf und kehrte in seine Heimat Bahía Blanca zurück. Martínez Estrada starb sieben Wochen nach seinem 69. Geburtstag am 4. November 1964 in Bahía Blanca und fand dort auch seine letzte Ruhestätte.

## Ehrungen
- 1932 Premio Nacional
- 1947 Gran Premio de Honor de la Sociedad Argentina de Escritores

## Werke
Biographien
- Heraldos de la verdad. Montaigne, Balzac, Nietzsche. Editorial Nova, Buenos Aires 1957.
- El hermano Quiroga. Biblioteca Ayacucho, Caracas 1995, ISBN 980-276-279-2.
- Martí revolucionario. Casa de la Americas, Havanna 1974.
- El mundo maravilloso de Guillermo Enrique Hudson. Viterbo, Rosario 2001, ISBN 950-845-111-4.
- Nietzsche. Filósofo dionisíaco. Caja Negra Editora, Buenos Aires 2005, ISBN 987-22492-2-9.

Lyrik
- Coplas de ciego. Otras coplas de ciego. Editorial Sur, Buenos Aires 1968.
- Poesía. Editorial Argos, Buenos Aires 1947.

Sachbuch
- Análisis funcional de la cultura. América Latina, Buenos Aires 1967.
- En Cuba y al servicio de la revolución cubana. Editorial Union, Havanna 1963.
- Diferencias y semejanzas entre los países de la América Latina. Biblioteca Ayacucho, Caracas 1990, ISBN 980-276-095-1 (zusammen mit Horacio Jorge Becco).
- Leopoldo Lugones. Retrato sin retocar. Emecé, Buenos Aires 1968.
- La poesía de Nicolás Guillén. Pliegos, Madrid 2004, ISBN 84-96045-21-8.
- Sarmiento. Viterbo, Rosario 2001, ISBN 950-845-107-6.
- En torno a Kafka y otros ensayos. Seix Barral, Barcelona 1967.